# NGC 5741
NGC 5741 (również PGC 52718) – galaktyka eliptyczna (E), znajdująca się w gwiazdozbiorze Wagi. Odkrył ją Francis Leavenworth 12 czerwca 1885 roku.